# Campeonato Mundial de Gimnasia Artística de 1985
El XXIII Campeonato Mundial de Gimnasia Artística se celebró en Montreal (Canadá) entre el 3 y el 10 de noviembre de 1985 bajo la organización de la Federación Internacional de Gimnasia (FIG) y la Federación Canadiense de Gimnasia.

## Resultados

### Masculino
| Evento                 | Oro | Plata                                                                    | Bronce |
| ---------------------- | --- | ------------------------------------------------------------------------ | --- |
| Concurso completo ind. | Yuri Korolev Unión Soviética 117,850                                                                                         | Vladimir Artemov Unión Soviética 117,550                                 | Sylvio Kroll República Democrática Alemana 117,300                                                                 |
| Suelo                  | Fei Tong China 19,750 | Yuri Korolev Unión Soviética 19,725                                      | Ning Li China 19,650                                                                                               |
| Caballo con arcos      | Valentin Mogilni Unión Soviética 19,750                                                                                      | Ning Li China 19,650                                                     | Hiroyuki Konishi Japón 19,625                                                                                      |
| Anillas                | Ning Li China / Yuri Korolev Unión Soviética 19,750                                                                          |                                                                          | Kyoji Yamawaki Japón / Yuri Balobanov Unión Soviética 19,600                                                       |
| Salto de potro         | Yuri Korolev Unión Soviética 19,625                                                                                          | Yun Lou China / Laurent Barbieri Francia 19,575                          | |
| Paralelas              | Sylvio Kroll República Democrática Alemana / Valentin Mogilni Unión Soviética 19,800                                         |                                                                          | Koji Gushiken Japón 19,775                                                                                         |
| Barra fija             | Fei Tong China 19,850 | Sylvio Kroll República Democrática Alemana 19,725                        | Mitsuaki Watanabe Japón 19,700                                                                                     |
| Concurso por equipos   | Unión Soviética Vladimir Artemov Yuri Korolev Valentin Mogilny Yury Balabanov Aleksei Tikhonkikh Aleksandr Tumilovich 585,65 | China Li Ning Xu Zhiqiang Tong Fei Lou Yun Yang Yueshan Zou Limin 582,60 | República Democrática Alemana Sylvio Kroll Holger Behrendt Ulf Hoffmann Jorg Hasse Sven Tippelt Holger Zeig 581,05 |

### Femenino
| Evento                 | Oro | Plata | Bronce |
| ---------------------- | --- | --- | --- |
| Concurso completo ind. | Elena Shushunova Unión Soviética / Oxana Omelianchik Unión Soviética 78,663                                                        | | Dagmar Kersten República Democrática Alemana 78,325                                                                           |
| Suelo                  | Oxana Omelianchik Unión Soviética 19,900                                                                                           | Elena Shushunova Unión Soviética 19,888                                                                  | Ulrike Klotz República Democrática Alemana 19,775                                                                             |
| Salto de potro         | Elena Shushunova Unión Soviética 19,826                                                                                            | Ecaterina Szabo Rumania 19,650                                                                           | Dagmar Kersten República Democrática Alemana 19,625                                                                           |
| Barras asimétricas     | Gabriele Fahnrich República Democrática Alemana 19,938                                                                             | Dagmar Kersten República Democrática Alemana 19,763                                                      | Hana Říčná Checoslovaquia 19,488                                                                                              |
| Barra                  | Daniela Silivaş Rumania 19,813 | Ecaterina Szabo Rumania 19,775                                                                           | Elena Shushunova Unión Soviética 19,575                                                                                       |
| Concurso por equipos   | Unión Soviética Irina Baraksanova Vera Kolesnikova Olga Mostepanova Oksana Omelianchik Yelena Shushunova Natalia Yurchenko 393,375 | Rumania Laura Cutina Eugenia Golea Celestina Popa Daniela Silivaş Ecaterina Szabo Camelia Voinea 388,850 | República Democrática Alemana Gabriele Faehnrich Jana Furhmann Martina Jentsch Dagmar Kersten Ulrike Klotz Jana Vogel 387,500 |

## Medallero
| Núm. | País           | Oro | Plata | Bronce | Total |
| ---- | -------------- | --- | ----- | ------ | ----- |
| 1    | URSS           | 11  | 3     | 2      | 16    |
| 2    | China          | 3   | 3     | 1      | 7     |
| 3    | RDA            | 2   | 2     | 6      | 10    |
| 4    | Rumania        | 1   | 3     | 0      | 4     |
| 5    | Francia        | 0   | 1     | 0      | 1     |
| 6    | Japón          | 0   | 0     | 4      | 4     |
| 7    | Checoslovaquia | 0   | 0     | 1      | 1     |
|      | TOTAL          | 17  | 12    | 14     | 43    |